# 日野温泉
日野温泉（ひのおんせん）は、山口県下関市豊田町にある温泉。華山（げさん）温泉ともいう。

## 泉質
- 炭酸水素塩泉（ナトリウム－炭酸水素塩冷鉱泉）

ナトリウムイオン・炭酸水素イオン・メタホウ酸を多く含んでおり、とろみのある浴感で、温泉評論家の郡司勇も高く評価している。

## 周辺環境
山口県道65号沿いの「日野温泉　いこいの家」にて入浴が可能。付近には道の駅蛍街道西ノ市があり、同施設では西ノ市温泉に入浴できる。
。

## アクセス
- バス：サンデン交通「手洗」で下車、徒歩約8分。
- 中国自動車道小月ICから車で約20分。